# Артур Дональдсон Сміт
Артур Дональдсон Сміт (англ. Arthur Donaldson Smith, 27 квітня 1866 — 19 лютого 1939) — американський лікар, мисливець і дослідник Африки.
У 1890-х роках він здійснив геологічну експедицію до озера Рудольф (нині озеро Туркана) через Британський Сомаліленд, південну Ефіопію і Кенію. Для того, щоб відвідати Ефіопську імперію, він мав отримати дозвіл від Менеліка II. Подорож тривала 18 місяців, з 1894 по 1895 роки. У 1897 році Артур Сміт опублікував книгу про свою подорож під назвою «Крізь невідомі африканські країни: перша експедиція з Сомаліленду до озера Рудольф» (Through Unknown African Countries: the First Expedition from Somaliland to Lake Rudolf).
Був членом Клубу Дослідників.
У 1895 році англійський орнітолог Річард Боудлер Шарп назвав на честь Артура Дональдсона Сміта низку видів птахів, ендемічних для Східної Африки, зокрема великодзьобого щеврика (Crithagra donaldsoni), сомалійського дрімлюгу (Caprimulgus donaldsoni) і чагарникового магалі (Plocepasser donaldsoni). Також у 1895 році британського-бельгійський герпетолог Джордж Альберт Буленджер назвав на честь Артура Сміта три нових види плазунів: Zamenis smithi (нині Platyceps brevis smithi), Hemidactylus smithi і Pseuderemias smithii.